# De frigjorte (film fra 1961)
Denne side handler om den amerikanske film. For den danske film, se De frigjorte.
De frigjorte (originaltitel The Misfits) er en amerikansk film fra 1961, instrueret af John Huston.
Roslyn (Marilyn Monroe) tager til Reno for at blive skilt og forelsker sig i deltidscowboy'en Gay (Clark Gable). Men da han sammen med et par venner beslutter sig for at indfange en flok vilde heste, der skal bruges til hundemad, kan Roslyn ikke acceptere dette og forsøger at stoppe mændene.
Filmen blev både Monroes og Gables sidste.
Blandt de øvrige medvirkende kan nævnes Montgomery Clift.

## Medvirkende
- Clark Gable som Gaylord Langland
- Marilyn Monroe som Roslyn Tabor
- Montgomery Clift som Perce Howland
- Thelma Ritter som Isabelle Steers
- Eli Wallach som Guido
- James Barton som Fletcher's grandfather
- Kevin McCarthy som Raymond Tabor
- Estelle Winwood som Church lady collecting money in bar
- Rex Bell (ukrediteret) som Old cowboy
- Philip Mitchell (ukrediteret) som Charles Steers
- Marietta Tree (ukrediteret) som Susan

## Eksterne Henvisninger
- De frigjorte på Internet Movie Database (engelsk)
- De frigjorte på Filmdatabasen
- De frigjorte på Scope
- De frigjorte i Svensk Filmdatabas (svensk)
- De frigjorte på AlloCiné (fransk)
- De frigjorte på MovieMeter (nederlandsk)
- De frigjorte på AllMovie (engelsk)
- De frigjorte hos American Film Institute (engelsk)
- De frigjorte hos British Film Institute (engelsk)
- De frigjortes profil hos Encyclopædia Britannica Online (engelsk)